# Hemön
För andra betydelser, se Hemön (olika betydelser).

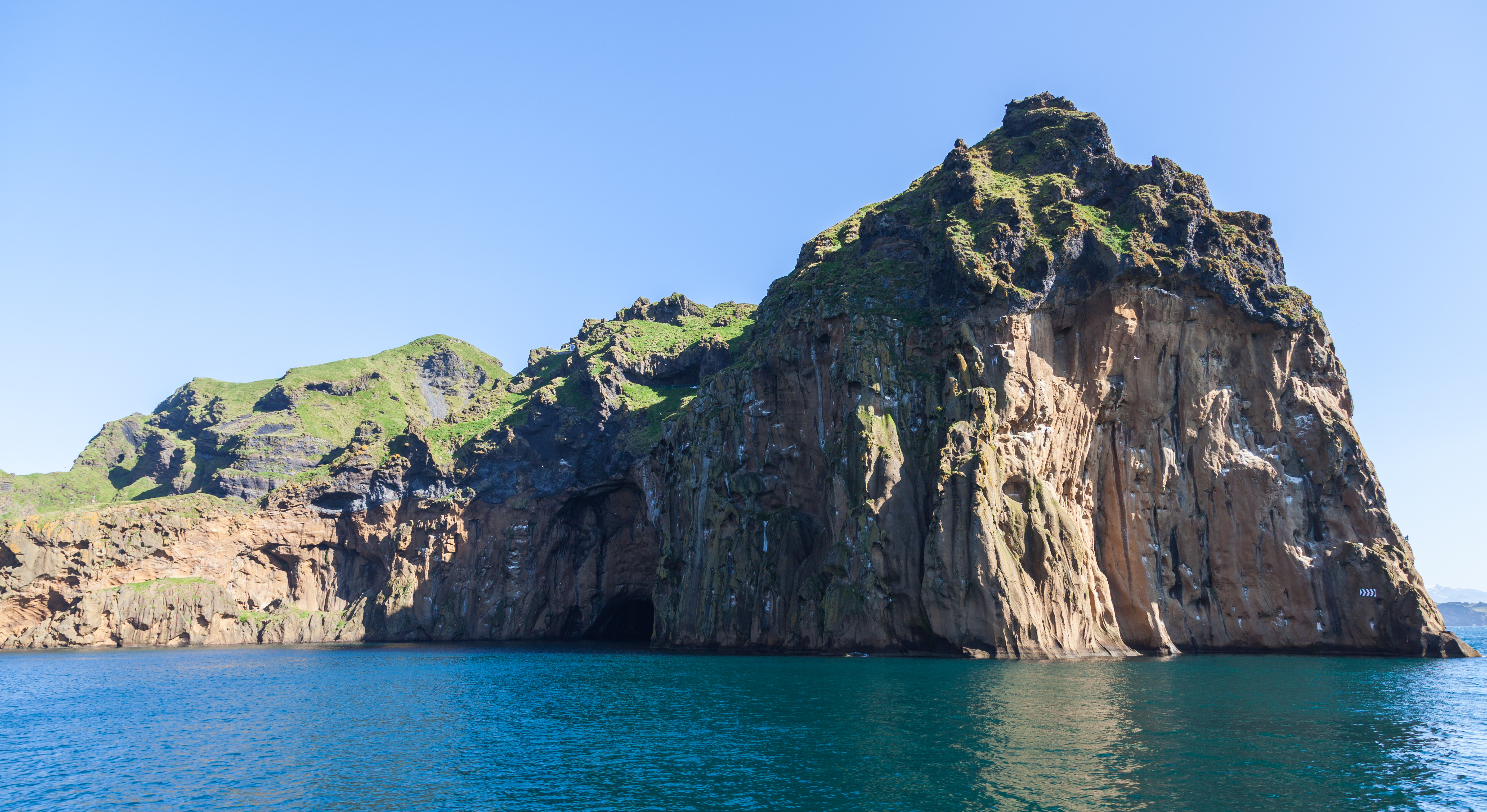
Hemöns kust.

Hemön, isländska: Heimaey, är den största, och enda befolkade, ön av de öar som utgör Västmannaöarna i Suðurland i Island. Ön är belägen söder om Island, cirka 7,4 kilometer söder om den isländska huvudöns kust. Hemön har omkring 4 400 invånare, varav 400 utlänningar. Ön har en total yta på 13,3 km².
Hemön är känd för vulkanutbrottet på Västmannaöarna 1973, då en stor del av ön blev täckt av aska och lava. Lavan bildade en ny och naturlig hamn.
Vid sidan av den 1973 nybildade vulkanen Eldfell ligger den nu inaktiva vulkanen Helgafell.